# وزارة الاقتصاد الرقمي والمجتمع
وزارة الاقتصاد الرقمي والمجتمع (بالتايلندية: กระทรวงดิจิทัลเพื่อเศรษฐกิจและสังคม)‏، معروفة سابقًا باسم وزارة تكنولوجيا المعلومات والاتصالات، هي وزارة في مجلس الوزراء في تايلاند. تأسست الوزارة الجديدة باسم وزارة الاقتصاد الرقمي والمجتمع في 3 أكتوبر 2002 بموجب قانون إعادة التنظيم الإداري لعام 2002.

## أنظر أيضا
- الرقابة في تايلاند
- الرقابة على الإنترنت والمراقبة حسب الدولة - تايلاند

## وصلات خارجية
- موقع وزارة الاقتصاد الرقمي والمجتمع